# Eupogonius wappesi
Eupogonius wappesi es una especie de escarabajo longicornio del género Eupogonius, tribu Desmiphorini, subfamilia Lamiinae. Fue descrita científicamente por Lingafelter & al. en 2021.

## Descripción
Mide 5,45 milímetros de longitud.

## Distribución
Se distribuye por México.